# Kreis Kalbe (Milde)
Koordinaten: 52° 39′ N, 11° 23′ O
Der Kreis Kalbe (Milde), nicht zu verwechseln mit dem preußischen Landkreis Calbe a./S., gehörte in der DDR zum Bezirk Magdeburg und wurde mit der Kreisstadt Kalbe (Milde) am 25. Juli 1952 gegründet. Er entstand im Zuge der damaligen Verwaltungsreform aus Teilen der ehemaligen preußischen Landkreise Salzwedel, Gardelegen und Stendal. Bei seiner Gründung gehörten folgende Gemeinden dazu:
| Gemeinde | Kreis von 1988 bis 1994 | Heutige Gemeinde    |
| --- | ----------------------- | ------------------- |
| Altmersleben                                                                                                  | GA                      | Kalbe (Milde)       |
| Arensberg, am 23. Mai 1973 Eingemeindung nach Bismark (Altmark)                                               |                         | Bismark (Altmark)   |
| Baars, am 1. August 1973 Eingemeindung nach Winterfeld                                                        |                         | Apenburg-Winterfeld |
| Badel | SAW                     | Kalbe (Milde)       |
| Berkau | GA                      | Bismark (Altmark)   |
| Bismark (Altmark)                                                                                             | GA                      | Bismark (Altmark)   |
| Brüchau, am 21. Dezember 1973 Eingemeindung nach Bismark (Altmark)                                            |                         | Kalbe (Milde)       |
| Brunau | SAW                     | Kalbe (Milde)       |
| Bühne, am 23. Mai 1973 Eingemeindung nach Kakerbeck                                                           |                         | Kalbe (Milde)       |
| Büste | GA                      | Bismark (Altmark)   |
| Cheinitz, am 1. August 1973 Eingemeindung nach Zethlingen                                                     |                         | Kalbe (Milde)       |
| Döllnitz, am 23. Mai 1973 Eingemeindung nach Bismark (Altmark)                                                |                         | Bismark (Altmark)   |
| Dolchau, am 17. Oktober 1973 Eingemeindung nach Vienau                                                        |                         | Kalbe (Milde)       |
| Engersen | GA                      | Kalbe (Milde)       |
| Faulenhorst, am 21. Dezember 1973 Eingemeindung nach Wernstedt, am 1. Juli 1984 Umgliederung nach Winkelstedt |                         | Kalbe (Milde)       |
| Güssefeld | GA                      | Kalbe (Milde)       |
| Hagenau, am 1. August 1973 Eingemeindung nach Packebusch                                                      |                         | Kalbe (Milde)       |
| Holzhausen | GA                      | Bismark (Altmark)   |
| Jeetze | SAW                     | Kalbe (Milde)       |
| Jeggeleben | SAW                     | Kalbe (Milde)       |
| Jemmeritz, am 1. August 1973 Eingemeindung nach Kakerbeck                                                     |                         | Kalbe (Milde)       |
| Kahrstedt | SAW                     | Kalbe (Milde)       |
| Kakerbeck | GA                      | Kalbe (Milde)       |
| Kalbe (Milde)                                                                                                 | GA                      | Kalbe (Milde)       |
| Karritz, am 21. Dezember 1973 Eingemeindung nach Neuendorf am Damm                                            |                         | Kalbe (Milde)       |
| Könnigde | GA                      | Bismark (Altmark)   |
| Kremkau | GA                      | Bismark (Altmark)   |
| Lüge | SAW                     | Arendsee (Altmark)  |
| Mehrin, am 17. Oktober 1973 Eingemeindung nach Vienau                                                         |                         | Kalbe (Milde)       |
| Meßdorf | OBG                     | Bismark (Altmark)   |
| Molitz, am 4. Dezember 1952 Umgliederung in den Kreis Salzwedel                                               |                         | Arendsee (Altmark)  |
| Neuendorf am Damm                                                                                             | GA                      | Kalbe (Milde)       |
| Packebusch | SAW                     | Kalbe (Milde)       |
| Plathe, am 1. August 1973 Eingemeindung nach Brunau                                                           |                         | Kalbe (Milde)       |
| Poritz, am 21. Dezember 1973 Eingemeindung nach Bismark (Altmark)                                             |                         | Bismark (Altmark)   |
| Recklingen, am 17. Oktober 1973 Eingemeindung nach Winterfeld                                                 |                         | Apenburg-Winterfeld |
| Saalfeld, am 4. Dezember 1952 Umgliederung in den Kreis Salzwedel                                             |                         | Apenburg-Winterfeld |
| Sallenthin, am 1. August 1973 Eingemeindung nach Jeggeleben                                                   |                         | Kalbe (Milde)       |
| Schenkenhorst                                                                                                 | GA                      | Gardelegen          |
| Späningen, am 21. Dezember 1973 Eingemeindung nach Meßdorf                                                    |                         | Bismark (Altmark)   |
| Thüritz, am 1. Juli 1973 Eingemeindung nach Badel                                                             |                         | Kalbe (Milde)       |
| Vahrholz, am 23. Mai 1973 Eingemeindung nach Kalbe (Milde)                                                    |                         | Kalbe (Milde)       |
| Vienau | SAW                     | Kalbe (Milde)       |
| Vietzen, am 1. August 1973 Eingemeindung nach Kahrstedt                                                       |                         | Kalbe (Milde)       |
| Wartenberg, am 21. Dezember 1973 Eingemeindung nach Berkau                                                    |                         | Bismark (Altmark)   |
| Wernstedt | GA                      | Kalbe (Milde)       |
| Winkelstedt, am 1. Juli 1984 neugebildet                                                                      | GA                      | Kalbe (Milde)       |
| Winterfeld | SAW                     | Apenburg-Winterfeld |
| Zethlingen | SAW                     | Kalbe (Milde)       |

Der Kreis wurde mit Wirkung vom 1. Januar 1988 aufgelöst, wobei die Stadt Bismark mit ihrem Umland und die Stadt Kalbe/Milde – obwohl historisch zu Salzwedel gehörig – dem Kreis Gardelegen zugeordnet wurden. Kleine Teile gingen an die Kreise Salzwedel und Osterburg.
Am 1. Juli 1994 ging im Zuge der Verwaltungsreform der Landkreis Gardelegen in den Altmarkkreis Salzwedel über. Ausnahmen waren die Stadt Bismark und umliegende Dörfer, die in den Landkreis Stendal wechselten.
Der Verbleib der 26 Gemeinden nach Auflösung des Landkreises:
- 15 Gemeinden wurden in den Landkreis Gardelegen eingegliedert:
  - 9 liegen heute im Altmarkkreis Salzwedel: Altmersleben, Engersen, Güssefeld, Kakerbeck, die Stadt Kalbe (Milde), Neuendorf am Damm, Schenkenhorst, Wernstedt und Winkelstedt; Schenkenhorst wurde nach Gardelegen eingemeindet, alle anderen nach Kalbe (Milde);
  - 6 liegen heute im Landkreis Stendal: Berkau, die Stadt Bismark (Altmark), Büste, Holzhausen, Könnigde, Kremkau; alle gehören heute zur Stadt Bismark (Altmark);
- Meßdorf wurde in den Landkreis Osterburg eingegliedert und gehört heute zur Stadt Bismark (Altmark) im Landkreis Stendal;
- 10 Gemeinden wurden in den Landkreis Salzwedel eingegliedert, heute Altmarkkreis Salzwedel: Badel, Brunau, Jeetze, Jeggeleben, Kahrstedt, Lüge, Packebusch, Vienau, Winterfeld und Zethlingen; Lüge gehört heute zur Stadt Arendsee (Altmark), Winterfeld zum Flecken Apenburg-Winterfeld, die anderen acht zur Stadt Kalbe (Milde).

## Kfz-Kennzeichen
Den Kraftfahrzeugen (mit Ausnahme der Motorräder) und Anhängern wurden von etwa 1974 bis Ende 1987 dreibuchstabige Unterscheidungszeichen, die mit dem Buchstabenpaar HH begannen, zugewiesen. Die letzte für Motorräder genutzte Kennzeichenserie war HS 88-41 bis HS 99-99.